# Balingasag

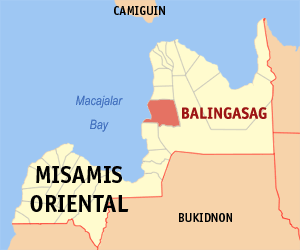
Bản đồ Misamis Oriental với vị trí của Balingasag

Balingasag là một đô thị hạng 3 ở tỉnh Misamis Oriental, Philippines. Theo điều tra dân số năm 2000 của Philipin, đô thị này có dân số 51.782 người trong 9.618 hộ.

## Các đơn vị hành chính
Balingasag được chia ra 30 barangay.
| - Balagnan - Baliwagan - San Francisco - Binitinan - Blanco - Calawag - Camuayan - Cogon - Dansuli - Dumarait - Hermano - Kibanban - Linabu - Linggangao - Mambayaan | - Mandangoa - Napaliran - Barangay 1 - Barangay 2 - Barangay 3 - Barangay 4 - Barangay 5 - Barangay 6 - Quezon - Rosario - Samay - San Isidro - San Juan - Talusan - Waterfall |